# Madona z Foligna
Madona z Foligna je votivní obraz Panny Marie s dítětem, trůnící v oblacích mezi třemi světci a donátorem. Jde o kompozici typu Svatý rozhovor, tzv. Sacra conversazione, namalovanou ve stylu pozdní italské renesance. V letech 1511–1513 ji v Římě vytvořil Raffael Santi.

## Dějiny

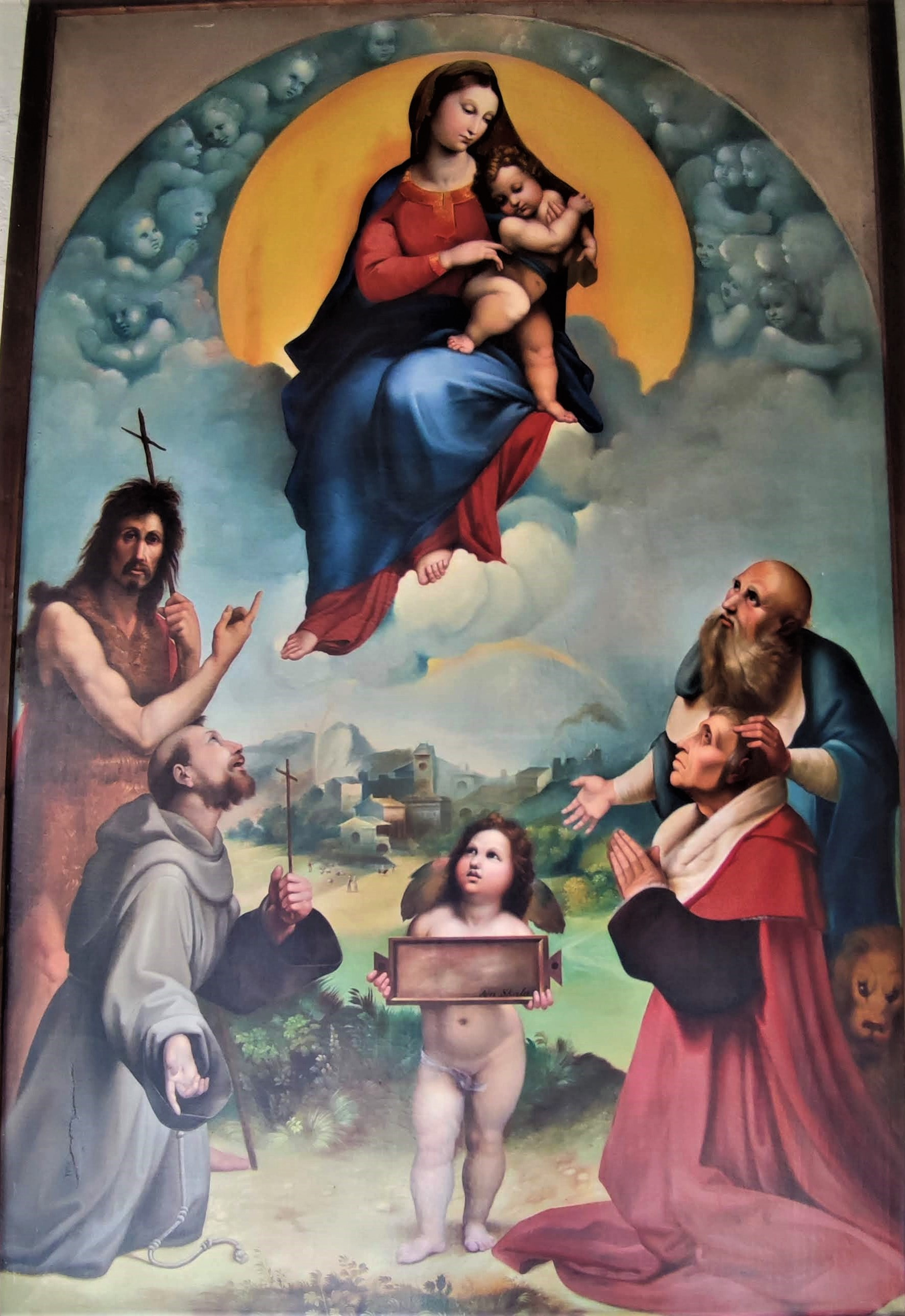
Jan Skála: Kopie Madony z Foligna

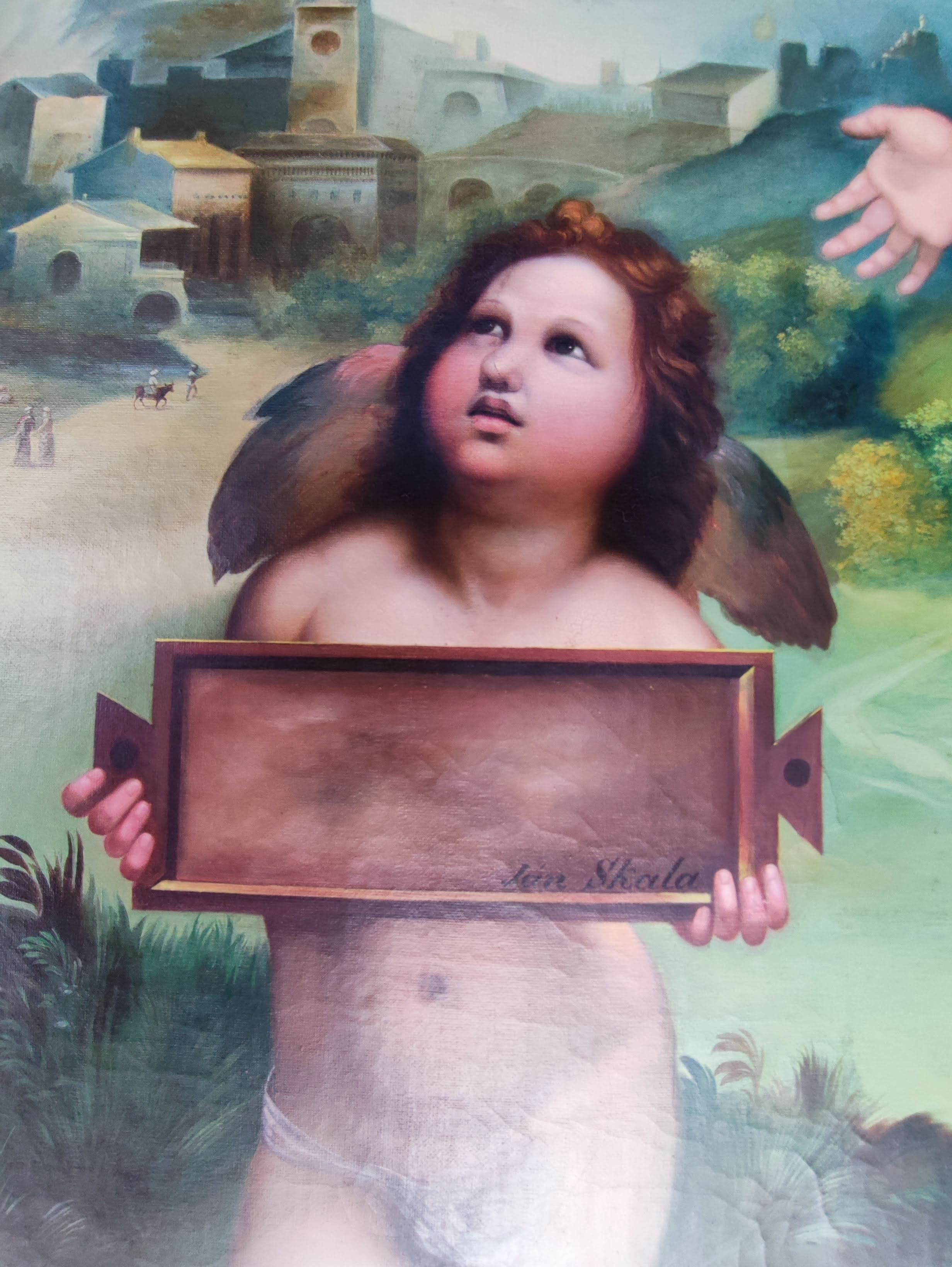
Skálova signatura na štítku madony

Raffael namaloval tento deskový obraz v období svého římského působení na objednávku Sigismonda de' Conti (1432-1512), učence, humanisty a sekretáře papeže Julia II. pro hlavní oltář františkánského kostela Santa Maria in Aracoeli v Římě. V apsidě kostela byl Sigismondo pohřben. Zobrazuje pannu Marii a její dítě podle vize Tiburtinské Sibyly, podle které se císaři Augustovi zjevila madona v oblaku v den Ježíšova narození na místě dnešního kostela na Kapitolu. Podle vyobrazení scény s městečkem Folignem a Sigismondovým domem, zdůrazněnými v pozadí výjevu duhou, vznikl výklad, že Sigismondo objednal obraz jako votivní dar, aby vyjádřil Panně Marii vděčnost za to, že jeho dům ve Folignu nebyl poškozen kulovým bleskem ani pádem meteoritu.
V roce 1565 byl kostel Santa Maria in Aracoeli přestavěn. Sigismondova neteř, která  byla tehdy abatyší kláštera delle Contesse ve Folignu, dala  obraz Panny Marie přenést do vlastního klášterního kostela Svaté Anny. V roce 1797 dal  Napoleon po svém tažení do Itálie a po podepsání Tolentinské smlouvy s papežskými státy obraz odvézt do Paříže. V letech 1800 až 1801 dva restaurátoři François-Toussaint Hacquin a Mathias Roeser celou vrstvu malby na desce vytmelili, odřízli a obraz přenesli na plátno. Po Napoleonově pádu se obraz v roce 1816 vrátil do Říma a papež Pius VII. se rozhodl ponechat si jej ve Vatikánských sbírkách. Následně vypukla vlna obdivu k italské renesanci a z ní zejména k Raffaelovi. Malíři z celého křesťanského světa se v 19. století sjížděli do Vatikánu, kde jim bylo povoleno zhotovovat kopie obrazu pro četné zahraniční kostely. Jedna z kopií byla určena pro hlavní oltář katedrály San Felice ve Folignu.

## Popis
Kompozice obrazu se skládá ze dvou přibližně kruhových sfér, nebeské a pozemské. Nebeská sféra je obkroužena věncem z modrých oblaků: na nich se ve slunečním kotouči vznáší Panna Marie s Ježíškem v náručí. Uvnitř oblaků se ve stínované podmalbě zjevují dvě desítky andílků ve věku batolat a navzájem se objímají. Kruh je symbolem věčnosti a dokonalosti. Sytá a zářivá modrá barva je ultramarin, pro Raffaelovy obrazy typický, v protikladu k červenému spodnímu šatu Panny Marie, její modrý plášť je opět ultramarinový, jakoby utkaný z oblaků. Matka závojem zčásti zahaluje dítě, otočená k němu bokem, drží ho za rameno a pas, chlapec se snaží vykročit z matčina klína. 
Pozemskou sféru tvoří zelení porostlá zem se čtyřmi postavami. Uprostřed stojí a k nebi vzhlíží okřídlený andělský chlapec s prázdnou nápisovou deskou, která během staletí přišla o své sdělení či signaturu. Po levé straně klečí svatý František z Assisi ve františkánském habitu, s křížem v ruce hledí oddaně na Pannu Marii a ukazováčkem pravé ruky ji upozorňuje na nás, zbožné svědky obrazu. Nad ním stojí svatý Jan Křtitel v kožešinové vestě poustevníka, dívá se přímým pohledem na nás, prosebníky, a gestem pravice nám zprostředkuje setkání s Pannou Marií a Ježíškem, a tím nás odkazuje do jejich ochrany. Vpravo stojí jeho protějšek, svatý teolog a poustevník Jeroným, u nohou má lva, jemuž uzdravil tlapu. Pohledem se obrací k Panně Marii, gestem pravé ruky obrací její pozornost k městu Folignu, gestem levé ruky žehná a chrání donátora Sigismonda, který klečí vpravo v červeném plášti, podšitém hermelínem, se sepjatýma rukama a výrazem náboženské oddanosti ve tváři. V pozadí Raffael zobrazil idealizované městečko Foligno s kostelem, radnicí, tržnicí a obytnými domy včetně Sigismondovy vily, které ozařuje duha a chrání je před přírodními katastrofami. Nad Sigismondovým domem se objevuje zlatá Betlémská hvězda nebo meteorit.

## Čeští kopisté
- Josef Hellich kopíroval madonu za svého pobytu v Římě ve 30. letech 19. století, roku 1839 obraz vystavil na výstavě akademie v Klementinu.[1]
- Jihočeský malíř Jan Skála kopii vytvořil v Římě roku 1853. Vlastní signaturu umístil na nápisovou tabulku v rukou andílka.

### Skálova kopie obrazu
Původem jihočeský malíř Jan Skála (1826–1893) vytvořil kopii obrazu madony z Foligna při své italské cestě roku 1853. Obraz ve skutečné velikosti byl pravděpodobně určen pro děkanský kostel Narození Panny Marie v Písku a darován tam z vděčnosti za finanční podporu města při malířově pobytu v Itálii. Dochoval se k obrazu Skálův děkovný dopis městské radě se sdělením, že obraz požehnal papež Pius IX.
Na oltář hřbitovního kostela Nejsvětější Trojice v Písku se dostal druhotně. Po zrušení kostela byl obraz přemístěn do Prácheňského muzea v Písku. Skála Raffaelovu barevnost poněkud pozměnil svou chladnou severskou paletou. Oproti originálu do kopie vložil některé nové detaily: upravil výraz emocí ve tvářích Jana Křtitele a anděla v popředí.

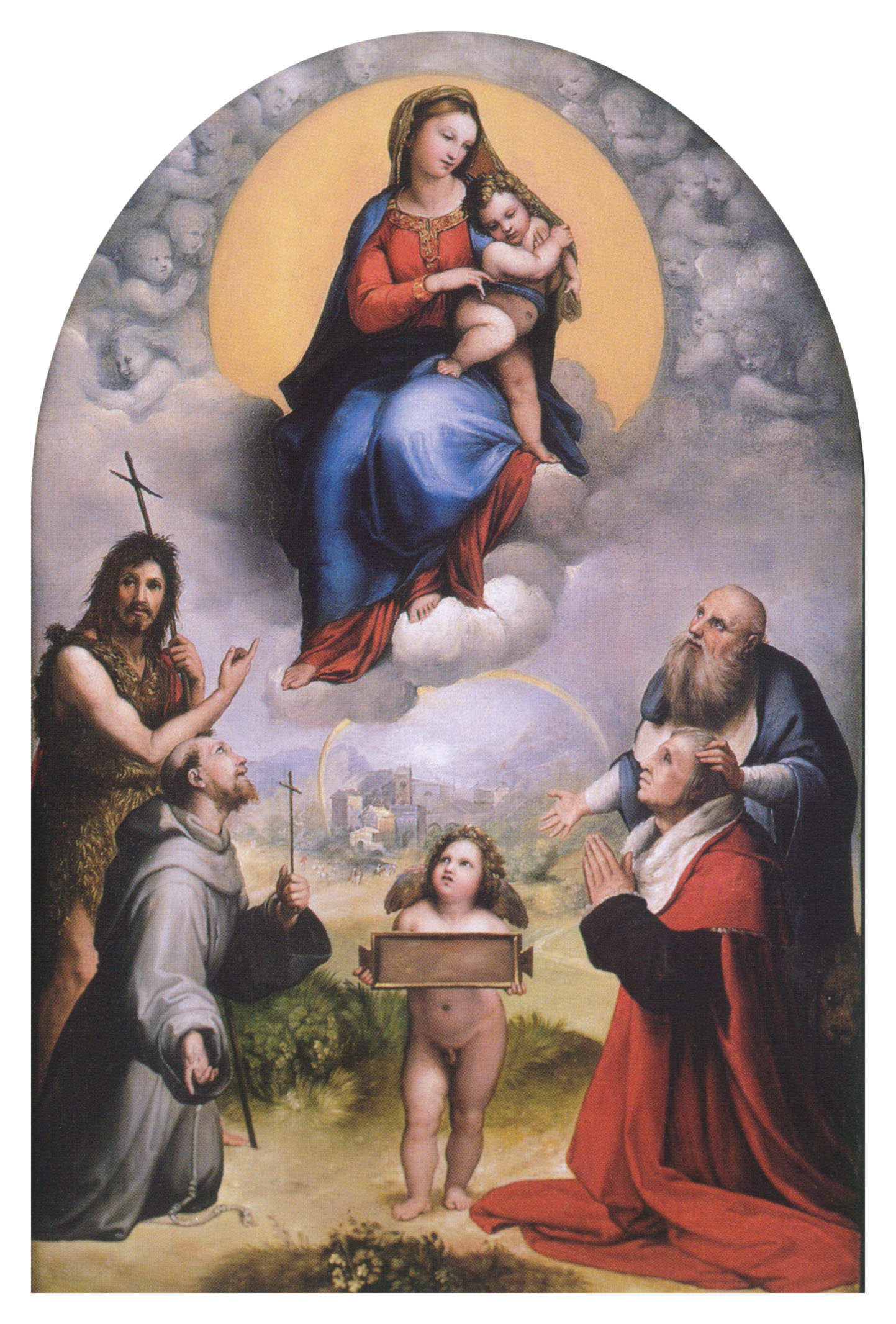
Josef von Hempel, Madona z Foligna, 1824

## Další středoevropští kopisté
Kopírování Raffaelových obrazů bylo velmi oblíbené a vatikánskou konzistoří povolováno za podmínky, že kopisté budou pracovat přímo na místě vystavení obrazu, aniž by ho přenášeli. 
- Například rakouský malíř Josef von Hempel namaloval svou kopii již roku 1824, sytě modré tóny pozadí upravil do světlé fialové.
- Jinou kopii vlastní Státní umělecké sbírky v Drážďanech.